# Dog Days (film)
Pour les articles homonymes, voir Dog Days (homonymie).
Dog Days (titre original : Hundstage, littéralement : « Canicule ») est un film autrichien réalisé par Ulrich Seidl, sorti en 2001.

## Synopsis

### Première histoire
Klaudia danse dans une discothèque, plusieurs hommes tournent autour d'elle. Son petit ami Mario, jaloux, provoque une bagarre et se fait expulser. Dans la voiture, il la bat, lui reproche son comportement puis l'abandonne sur le bas-côté d'une route. Le lendemain, ils se croisent, il s'excuse, ils vont dans la voiture pour faire l'amour puis Mario recommence la même scène violente que la veille.

### Deuxième histoire
Anna fait une animation commerciale devant des clients totalement ignorants. Elle demande qu'on passe un titre de musique. Elle devient folle et se met à insulter les clients. Ils ont des réactions différentes, soit ils la huent, soit ils se montrent compréhensifs. Anna part et rentre en auto-stop.

### Troisième histoire
Hruby, représentant en système d'alarme, tente sa chance dans un grand complexe résidentiel. Mais son entreprise ne va pas bien. Il se fait fermer la porte au nez. Son téléphone sonne : c'est sa femme qui l'appelle ; elle a encore bu. Puis des clients mécontents s'en prennent à lui, car l'alarme qu'il avait vendue ne s'est pas déclenchée alors que quelqu'un rayait leur voiture.

### Quatrième histoire
Walter est veuf et à la retraite. Il passe son temps à vérifier le vrai poids de la vente des aliments et à se plaindre. Il dispose d'une auxiliaire de vie, à qui il demande, pour le « cinquantième anniversaire de son mariage », de porter l'une des robes de sa femme décédée et lui préparer un rôti de porc. Après le repas, elle se déshabille devant lui dans le salon.

### Cinquième histoire
Une enseignante d'âge moyen rentre chez elle. Elle rêve d'être estimée par Wickerl, son amant, qui est une espèce de proxénète, brusque et impatient, vulgaire et violent. Elle se défend contre Lucky, un ami de Wickerl, qui s'attaque à elle. La veille, lui et Wickerl, ivres et drogués, lui ont fait du harcèlement sexuel.

### Sixième histoire
Un couple séparé vit toujours ensemble. La femme fréquente un club échangiste dans le quartier commerçant ; l'homme semble l'attendre en ruminant sa grande rage. Ils ne se parlent plus depuis que leur fille est morte dans un accident. Elle ramène un masseur à la maison et s'amuse avec lui devant les yeux de son ancien mari. La situation dégénère quand l'ex-mari menace son rival avec un pistolet. Le lendemain, les anciens amants se retrouvent dans un jardin public à côté des jeux pour les enfants.

### Histoire finale
Hruby sonne chez Walter. Il veut lui vendre un système d'alarme, mais Walter rétorque qu'il a un chien de garde. On retrouve plus tard le chien mort empoisonné. Hruby sonne ensuite chez l'ancien mari ; on voit chez lui l'auxiliaire de vie. Il croise plus tard Anna qui le rabroue. Le videur de la discothèque qui avait expulsé Mario est aussi l'ami de Wickerl. Wickerl est un client du club échangiste ; on le voit derrière les vitres d'un peep show.

## Fiche technique
- Titre : Dog Days
- Titre original : Hundstage
- Réalisation : Ulrich Seidl assisté par Veronika Franz et Klaus Pridnig
- Scénario : Ulrich Seidl, Veronika Franz
- Musique : Marcus Davy
- Direction artistique : Andreas Donhauser, Renate Martin
- Costumes : Sabine Volz
- Photographie : Wolfgang Thaler
- Son : Ekkehart Baumung
- Montage : Andrea Wagner, Christof Schertenleib
- Production : Helmut Grasser (de), Philippe Bober
- Sociétés de production : Allegro Film (de)
- Société de distribution : Coproduction Office
- Pays de production :  Autriche
- Langue : allemand
- Format : Couleurs - 1,85:1 - Dolby SR - 35 mm
- Genre : Film dramatique
- Durée : 121 minutes
- Dates de sortie :
  - Italie : 9 novembre 2001.
  - Autriche : 18 janvier 2002[2].
  - Allemagne : 1er août 2002[3].
  - France : 25 septembre 2002[1].
  - Belgique : 2 avril 2003.

## Distribution
- Alfred Mrva: Hruby, le vendeur d'alarmes
- Maria Hofstätter : Anna, l'auto-stoppeuse
- Franziska Weisz : Klaudia
- Rene Wanko : Mario
- Christine Jirku : La professeur et amante de Wickerl
- Viktor Hennemann : Wickerl
- Georg Friedrich : Lucky, l'ami ivre de Wickerl
- Claudia Martini : La femme divorcée
- Victor Rathbone : L'homme divorcé
- Christian Bakonyi : Le masseur
- Erich Finsches : Le vieux monsieur
- Gerti Lehner : L'auxiliaire de vie du vieux monsieur.

La plupart des comédiens sont amateurs.

## Récompenses et distinctions
- Mostra de Venise 2001[4],[1] : 
  - Grand Prix spécial du jury,
  - Prix Luigi de Laurentiis (meilleure première œuvre)
- Festival international du film de Gijón :
  - Grand Prix des Asturies pour Ulrich Seidl
  - Prix spécial du jury pour Maria Hofstätter
- Festival de Cannes 2002 : Semaine de la Critique[4],[5]
- Festival international du film de Bergen 2002 : Cinema Extraordinare
- Fantasporto 2002 : Directors' Week Special Jury Award
- Festival du Film International de Bratislava 2002 : Prix FIPRESCI et prix spécial du jury pour Ulrich Seidl

## Source de traduction
- (de) Cet article est partiellement ou en totalité issu de l’article de Wikipédia en allemand intitulé « Hundstage (2001) » (voir la liste des auteurs).